# Apríték

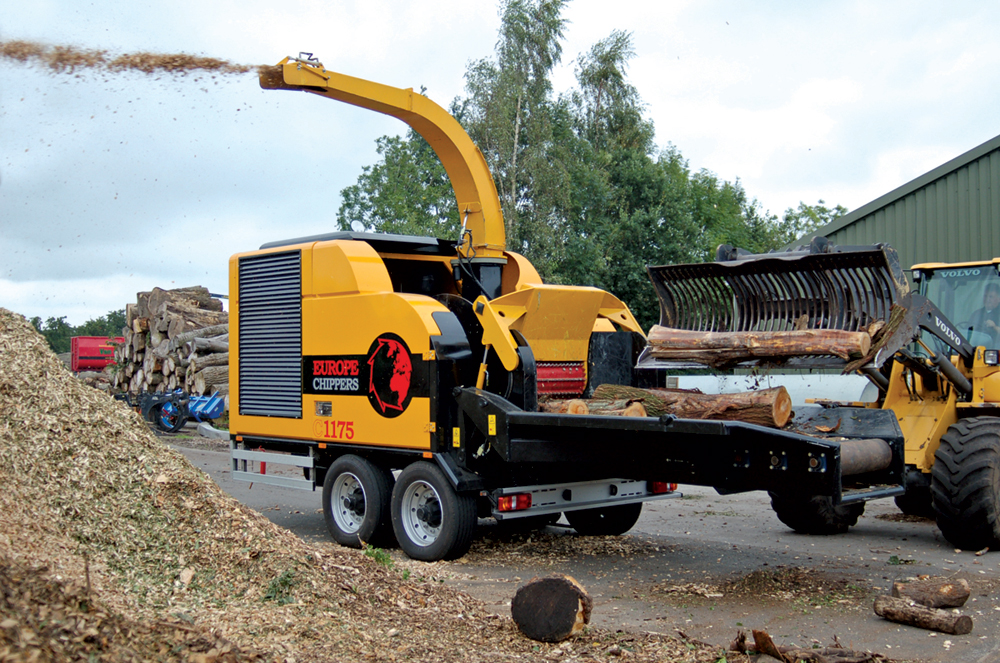
Egy faaprítógép aprítékot készít

Az apríték fából faaprító géppel előállított szemcsés anyag. A klasszikus faalapú biomassza egyik tipikus változata. Mérete, minősége, összetétele alapvetően függ az alapanyagának minőségétől. Az apríték mint ipari alapanyag az egész világon ismert, nagy mennyiségben termelt, értékes ipari termék. Az energetika (erőművek, fűtőművek, kazánok) mellett a faipar, lap-lemezipar, a papíripar és a műanyagipar is széles körben felhasználja. A fa mint megújuló innovatív anyag a jövőben még nagyobb teret fog kapni a fenntartható gazdasági modellekben.

## Az apríték-alapanyag fő kategóriái
Az alapanyagok közül a fenntartható erdőgazdálkodásból kikerült fa még alkalmas, de környezetvédelmileg kedvezőbb a faipari hulladék, és mezőgazdasági hulladék feldolgozása. 
- Sarangolt faanyag 
  - Kemény lombos faanyag esetén tárolási idő: 1-3 hónap, aprítógép anyagtovábbító rendszere: kifújótorony, alkalmazott rosta típusa: 30
  - Lágy lombos faanyag esetén tárolási idő: < 1 hónap, aprítógép anyagtovábbító rendszere: kifújótorony, alkalmazott rosta típusa: 50
- Teljes fa gyökér nélkül
- Teljes korona (12–20 cm tőátmérőtől)
- Teljes korona (6–12 cm tőátmérőtől)
- Korona anyag (<6 cm tőátmérő)
- Cserje
- Öregfa
- Fűrészipari melléktermék
  - Lágy lombos faanyag esetén tárolási idő: < 1 hónap, aprítógép anyagtovábbító rendszere: kifújótorony, alkalmazott rosta típusa: 80
- Tuskó-gyökér

## Az apríték minősége
Az apríték minőségét a víztartalom döntően meghatározza. A friss fa aprítékának nedvessége kb. 40%. Előszárítással ez 40% alá szorítható. A nedves apríték égetésekor az energia egy jelentős része a víz elpárologtatására fordítódik. A szárítás szintén energia- és költségigényes, de a végtermék értékét növeli. A nedves fában a gombaspórák egészségügyi veszélyt jelenthetnek. A száraz apríték kisebb tároló  helyet igényel. Az aprítékot az ÖNORM M 7133 szerint osztályozzák méret, víztartalom, töltősúly és hamutartalom alapján. A finomsága (az 1 mm alatti részarány) 4% alatti, amit nem lehet aprítéktüzelésű kazánban elégetni. 

## Tárolás, szárítás
A rossz tárolás befülledéshez (baktériumtenyészethez) és öngyulladáshoz vezethet. 
Ennek elkerülésére óvintézkedésként:
- csak száraz, fás anyagot szabad tárolni (levelet, tűlevelet nem)
- a lehető legrövidebb ideig kell tárolni
- optimális körülményeket kell biztosítani (tárolási magasság, nedvességvédelem, szellőztetés)
- alkalmazható aktív szárítás is
- a szélirány ne a tartózkodási hely felé mutasson, fontos a tisztaság

A szárítóberendezések közül a fűtött csöves és dobszárítók, valamint RTS hőszivattyús szárítók használatosak. Pellet- vagy brikettkészítéshez 10-12% alatt kell lenni a nedvességtartalomnak. Célszerűen a szárítók fűtésére megújuló energiahordozó (szárított apríték) használható. Gépi berendezés nélkül, manuálisan a szárítás kézi átrakással valósítható meg, de ez az elszennyeződés kockázatával jár.